# بوفالوی هیجان‌زده ماترو
بوفالوی هیجان‌زده ماترو (به هندی: Matru Ki Bijlee Ka Mandola) فیلمی است محصول سال ۲۰۱۳ و به کارگردانی ویشال بهاردواج است. در این فیلم بازیگرانی همچون پانکاج کاپور، عمران خان، انوشکا شارما، شبانه اعظمی، آریا بابار، ناونیت نیشان، رانویر شوری، لکها واشینگتن ایفای نقش کرده‌اند.